# Округ Ел Дорејдо (Калифорнија)
Ел Дорејдо (енгл. El Dorado County) је округ у америчкој савезној држави Калифорнија.

## Демографија
По попису из 2010. године број становника је 181.058, што је 24.759 (15,8%) становника више него 2000. године.
| Група             | 2000.           | 2010.           |
| Белци             | 132.725 (84,9%) | 144.689 (79,9%) |
| Афроамериканци    | 813 (0,5%)      | 1.409 (0,8%)    |
| Азијати           | 3.328 (2,1%)    | 6.297 (3,5%)    |
| Хиспаноамериканци | 14.566 (9,3%)   | 21.875 (12,1%)  |
| Укупно            | 156.299         | 181.058         |